# The Show (bài hát của Lenka)
"The Show" là đĩa đơn đầu tay của ca sĩ/nhạc sĩ người Úc Lenka. Ca khúc này rất thành công tại Việt Nam, đứng đầu bảng xếp hạng Hot10@10 của XoneFM trong nhiều tuần. Ca sĩ Bảo Thy đã hát lại ca khúc này với tên "Thiên thần trong truyện tranh", trong khi Lenka không hề biết sự việc này. Điều này đã gây ra nhiều tranh cãi về sự hợp lý trong việc sử dụng ca khúc này của Bảo Thy.

## Bảng xếp hạng
| Bảng xếp hạng (2009)             | Vị trí cao nhất |
| -------------------------------- | --------------- |
| Austrian Singles Chart           | 13              |
| Belgium (Flanders) Singles Chart | 54              |
| Czech Republic Singles Chart     | 35              |
| European Hot 100                 | 48              |
| German Singles Chart             | 23              |
| Japan Hot 100                    | 24              |
| Poland Singles Chart             | 1               |
| Swiss Singles Chart              | 21              |
| UK Singles Chart                 | 22              |